# پراکنش تبتی‌ها

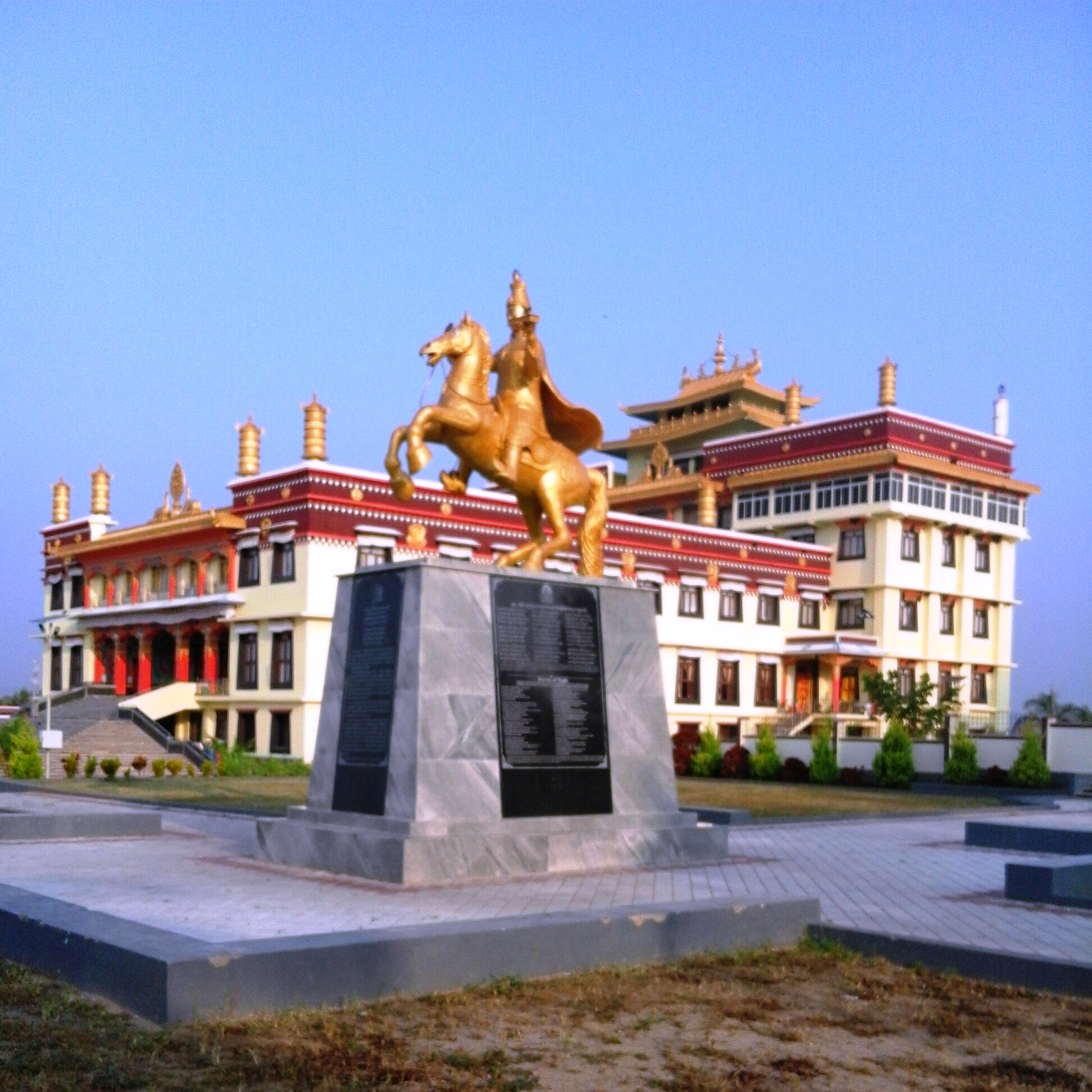
صومعه تاشی لونپو در بیلاکوپه هند

پراکنش تبتی‌ها (انگلیسی: Tibetan diaspora) به جوامع دور از وطن مردم تبتی گفته می‌شود که در خارج از چین زندگی می‌کنند. طبق تخمین‌ها بیش از ۱۵۰ هزار تبتی تبعیدی در هند، نپال و بوتان زندگی می‌کنند.